# Khushi Kapoor

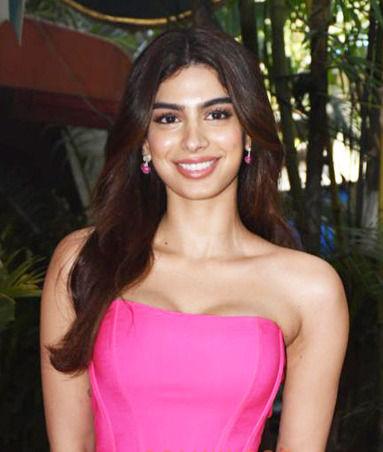
Khushi Kapoor

Khushi Kapoor (Hindi ख़ुशी कपूर; * 5. November 2000 in Mumbai) ist eine indische Schauspielerin und Model.

## Leben und Karriere
Kapoor wurde am 5. November 2000 in Mumbai geboren. Ihr Vater ist der Filmproduzent Boney Kapoor und ihre Mutter ist die Schauspielerin Sridevi. ihre Murter starb im Alter von 54 Jahren, als sie mit ihrer Familie zum Besuch einer Hochzeit in Dubai weilte und dort im Hotel in einer Badewanne alkoholisiert das Bewusstsein verlor und ertrank.
Ihr Debüt gab sie 2020 in dem Film Speak Up. 2023 bekam sie in dem Netflixfilm The Archies eine Hauptrolle. Im selben Jahr war sie auf dem Cover des Cosmopolitan India zu sehen.

## Filmografie (Auswahl)
- 2020: Speak Up
- 2023: The Archies